# Monastero di Dadivank
Il monastero di Dadivank (in armeno Դադիվանք) chiamato anche Khutavank (in armeno Խութավանք, letteralmente  monastero sulla collina) è un monastero armeno situato nel distretto di Kəlbəcər in Azerbaigian, e precedentemente situato nella regione di Shahumian nella repubblica dell'Artsakh (fino al 2017 denominata repubblica del Nagorno Karabakh). È stato costruito tra il IX ed il XIII secolo.

## Ubicazione
Il complesso sorge a 1.100 metri di altitudine, elevato di alcune decine di metri sulla sponda sinistra del fiume Tartar, a sessanta chilometri dal monastero di Gandzasar e ad un centinaio dalla ex capitale dell'Artsakh Stepanakert. A fondo valle sorge l'omonimo villaggio.

## Storia ed architettura
Il monastero fu fondato da san Dad uno dei discepoli dell'apostolo Giuda Taddeo ed a ciò deve il suo nome. Nel 2007 sotto l'altare della chiesa principale è stata scoperta la tomba del santo. Il primo impianto, con la chiesa di san Taddeo del IX secolo, subì distruzioni ad opera dei turchi selgiuchidi nel 1145 ma venne poco dopo ricostruito.
La cattedrale fu fatta costruire dalla principessa Arzu Khatun, moglie del principe Vakhtang, nel 1214. All'epoca il complesso (ancora più grande e comprendente quattro chiese, un palazzo, una biblioteca e diversi edifici residenziali) era un centro spirituale particolarmente famoso nonché sede vescovile. La decadenza cominciò nel XVII secolo quando gli abitanti della zona furono deportati in Persia.
Sotto il gavit si trovano sepolti i principi di Khachen.
Il complesso comprende attualmente la chiesa cattedrale di san Astvadzadzin (con iscrizioni lapidarie armene fra le più estese), una cappella (che presenta particolari caratteristiche architettoniche) ed altri locali di servizio. La struttura (che è stata oggetto di lavori di restauro e consolidamento negli anni 2004 e 2005 e più recentemente) presenta un andamento architettonico variabile con edifici posti su due livelli.

## Galleria d'immagini

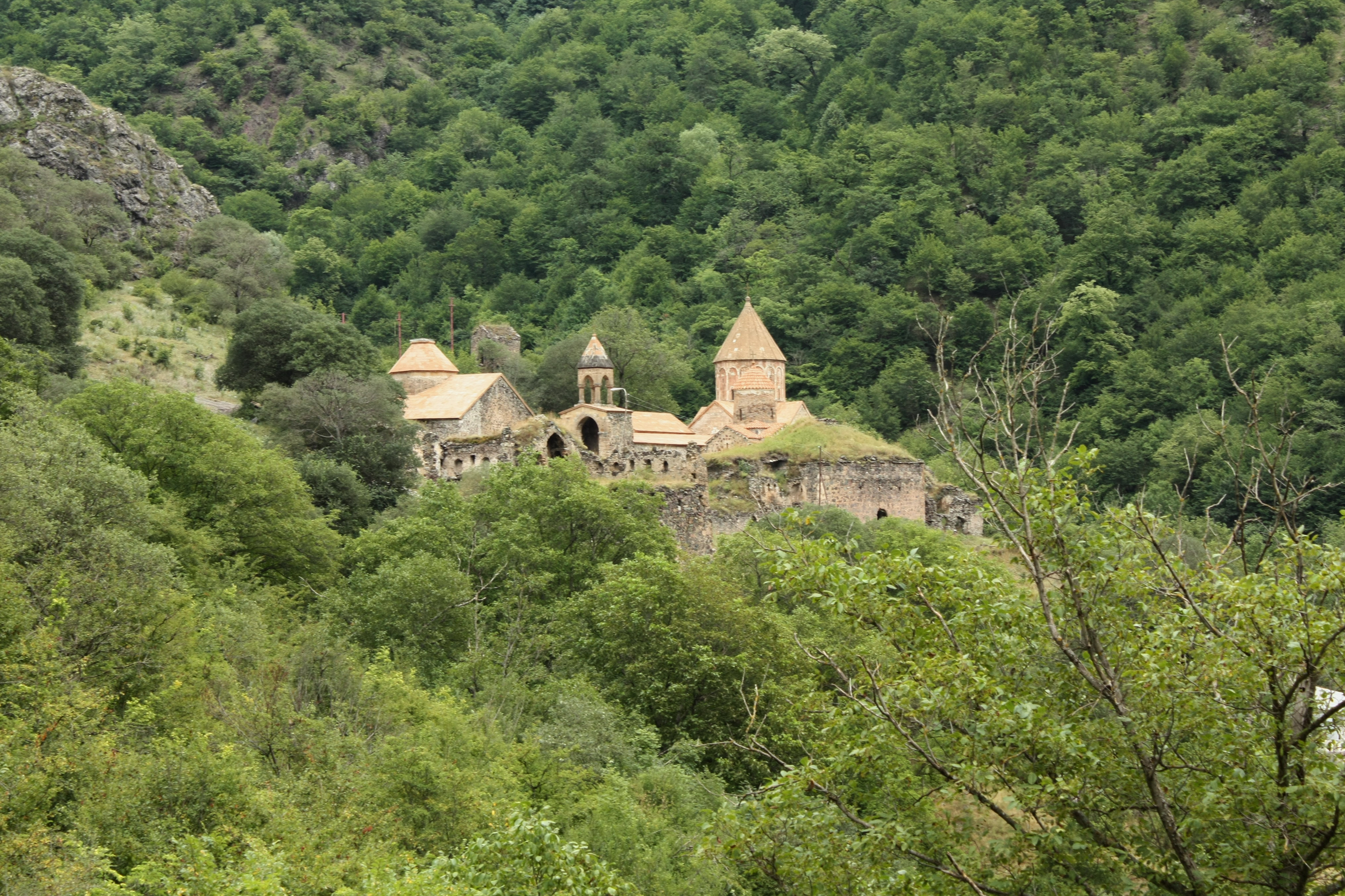
Dadivank
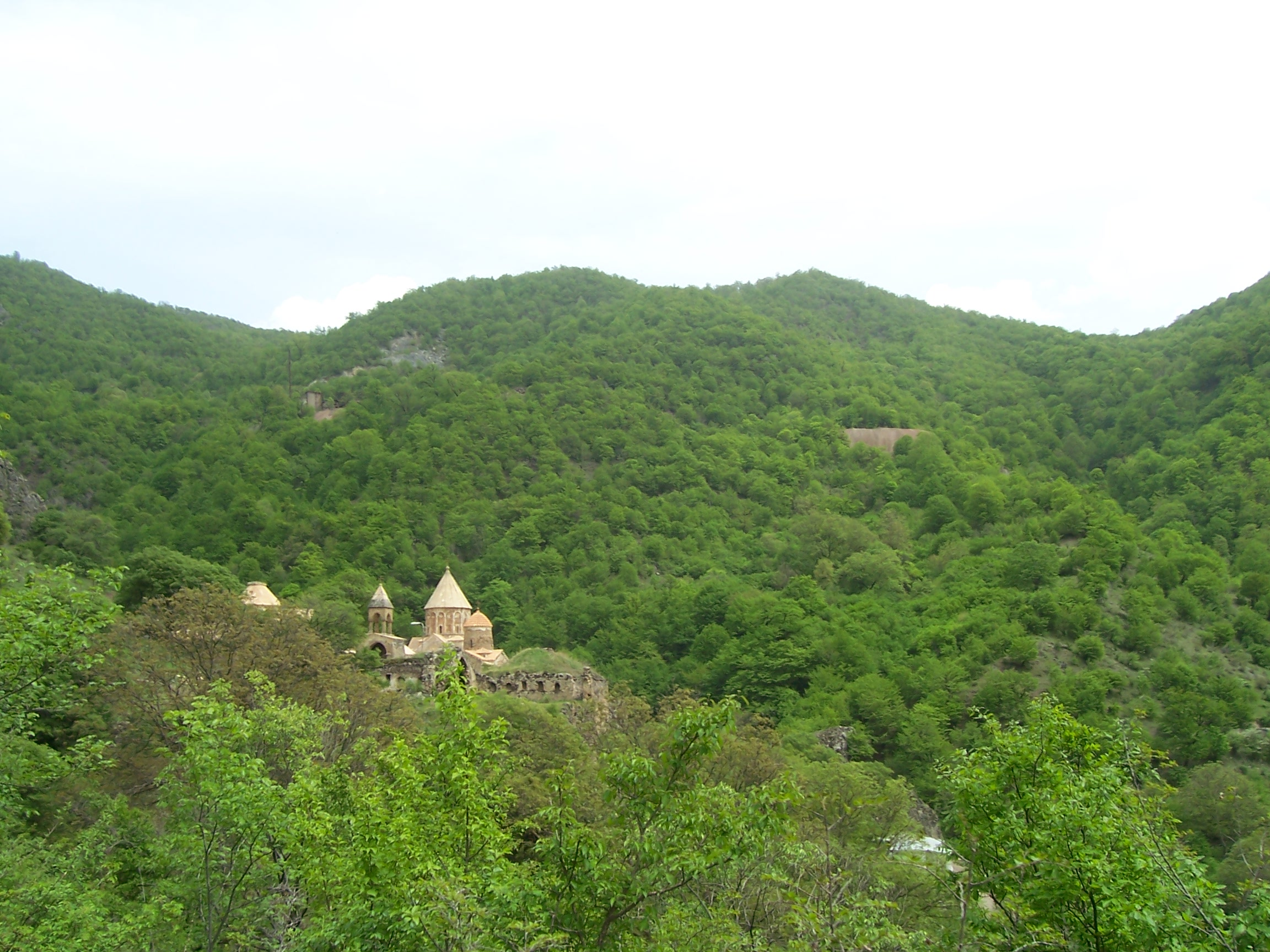
Vista generale
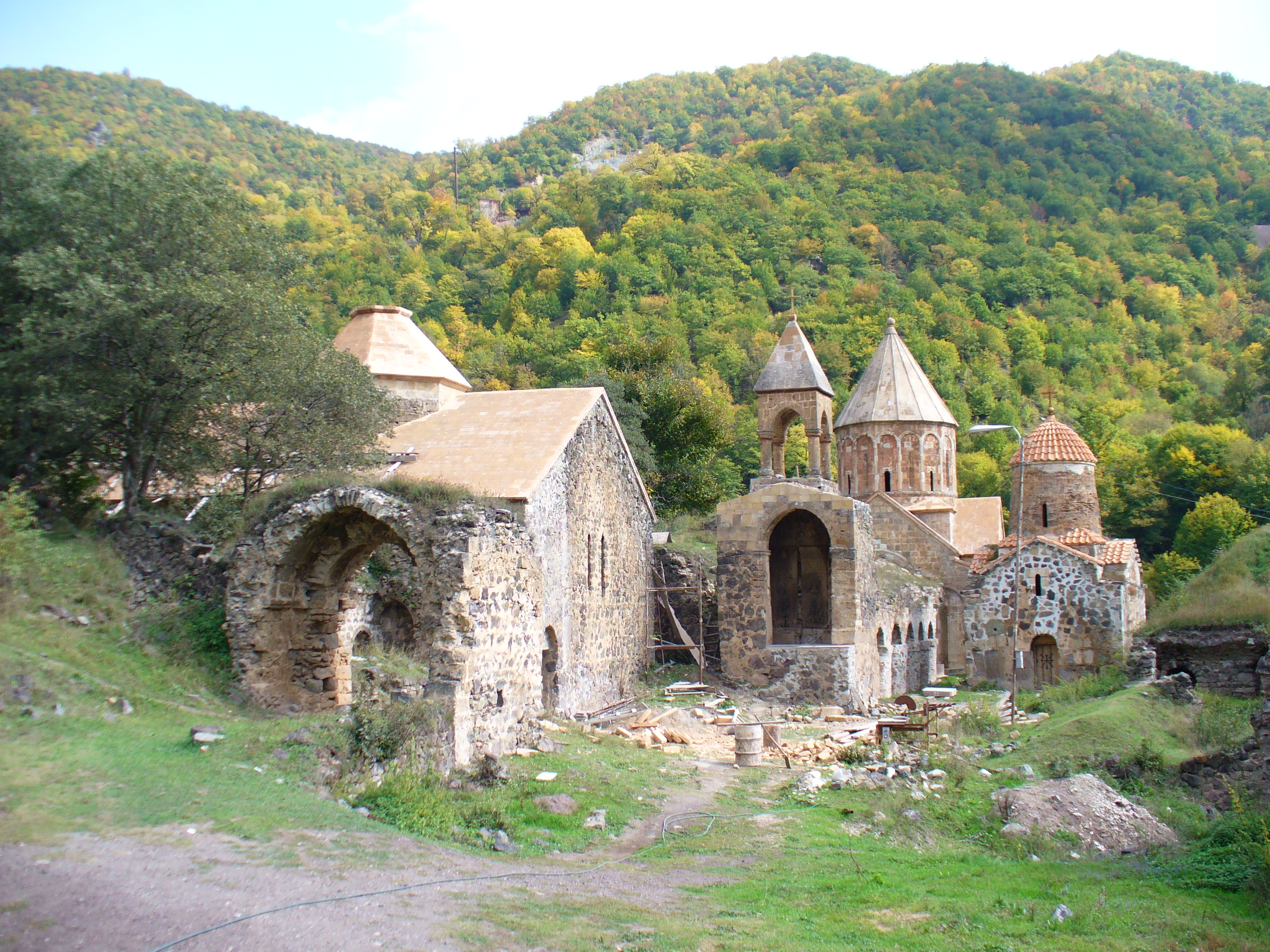
Vista laterale
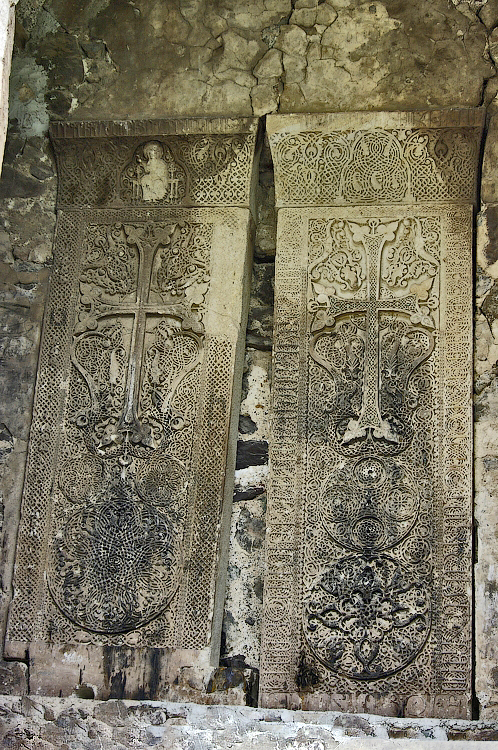
Khachkars al Dadivank